# Shenton Park
Shenton Park är en del av en befolkad plats i Australien. Den ligger i kommunen Nedlands och delstaten Western Australia, nära delstatshuvudstaden Perth. Antalet invånare är 4 193.
Runt Shenton Park är det mycket tätbefolkat, med 1 754 invånare per kvadratkilometer.. Närmaste större samhälle är Perth, nära Shenton Park. 
Runt Shenton Park är det i huvudsak tätbebyggt. Genomsnittlig årsnederbörd är 1 018 millimeter. Den regnigaste månaden är maj, med i genomsnitt 176 mm nederbörd, och den torraste är februari, med 9 mm nederbörd.